# Eierschecke

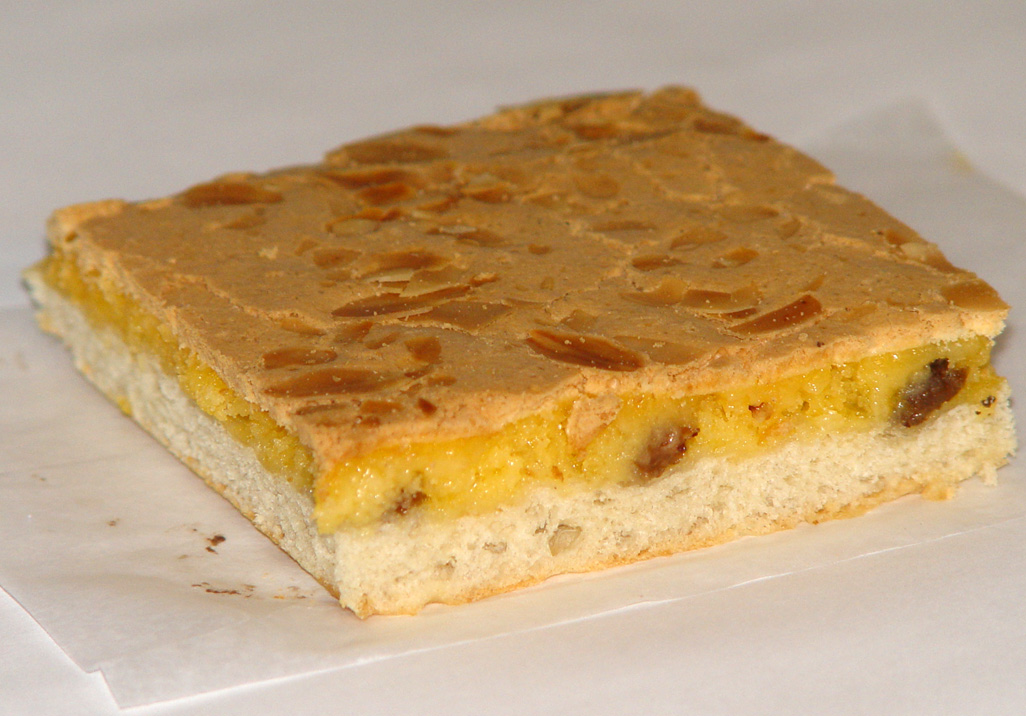
Freiberger Eierschecke

Eierschecke je křehký třívrstvý koláč, specialita ze Saska a Durynska. Připravuje se na plechu z kynutého těsta s vrstvou z jablek, tvarohu a máku nebo ke spojení z jednoho či dvou dílů polevy ze šlehačky, celého vejce, cukru a mouky. Slovo „Schecke“ pochází ze středoněmeckého „schegge“, což znamená „něco pruhovaného, strakatého nebo barevného“. Ve 14. století označoval pojem Schecke pánský oděv, který se skládal z poloviční až tříčtvrteční suknice se zdůrazněným pasem, přes nějž se většinou nosil bederní pás či opasek. Koláč je pojmenován po tomto „oděvu ze tří částí“ (horní část, dolní část, opasek).

## Příprava
Název Eierschecke odpovídá třem vrstvám tohoto moučníku: horní vrstva se skládá z krémovitého, šlehaného žloutku s máslem a cukrem a vanilkovým pudinkem, do nějž je vmíchán tuhý sníh z vaječných bílků. Střední vrstva obsahuje hlavně tvaroh a vanilkový pudink, ale také máslo, vejce, cukr a mléko. Spodní základní vrstvu tvoří těsto či kynuté těsto s trochou těsta lineckého. Poté se třívrstvý koláč upeče. Tato varianta se nazývá Dresdner Eierschecke.
Eierschecke se krájí na obdélníkové dílky. Existuje ovšem také Eierschecke pečený v dortové formě a krájený na trojúhelníky.
Kromě standardní varianty se objevují různá vylepšení, včetně rozinek nebo čokoládové polevy s kousky mandlí nebo s drobenkou.
Další variantou je mnohem plošší Freiberger Eierschecke, který se vyrábí bez tvarohu s rozinkami a plátky mandlí. Od roku 2007 je pod ochrannou známkou. Legenda o původu freiberské varianty praví, že tvaroh určený k pečení musel být ve Freibergu ve 13. století použit k opravě městské hradby. Aby se vyrovnala ztráta této složky, bylo v koláči poprvé použito více vajec, cukru a rozinek.

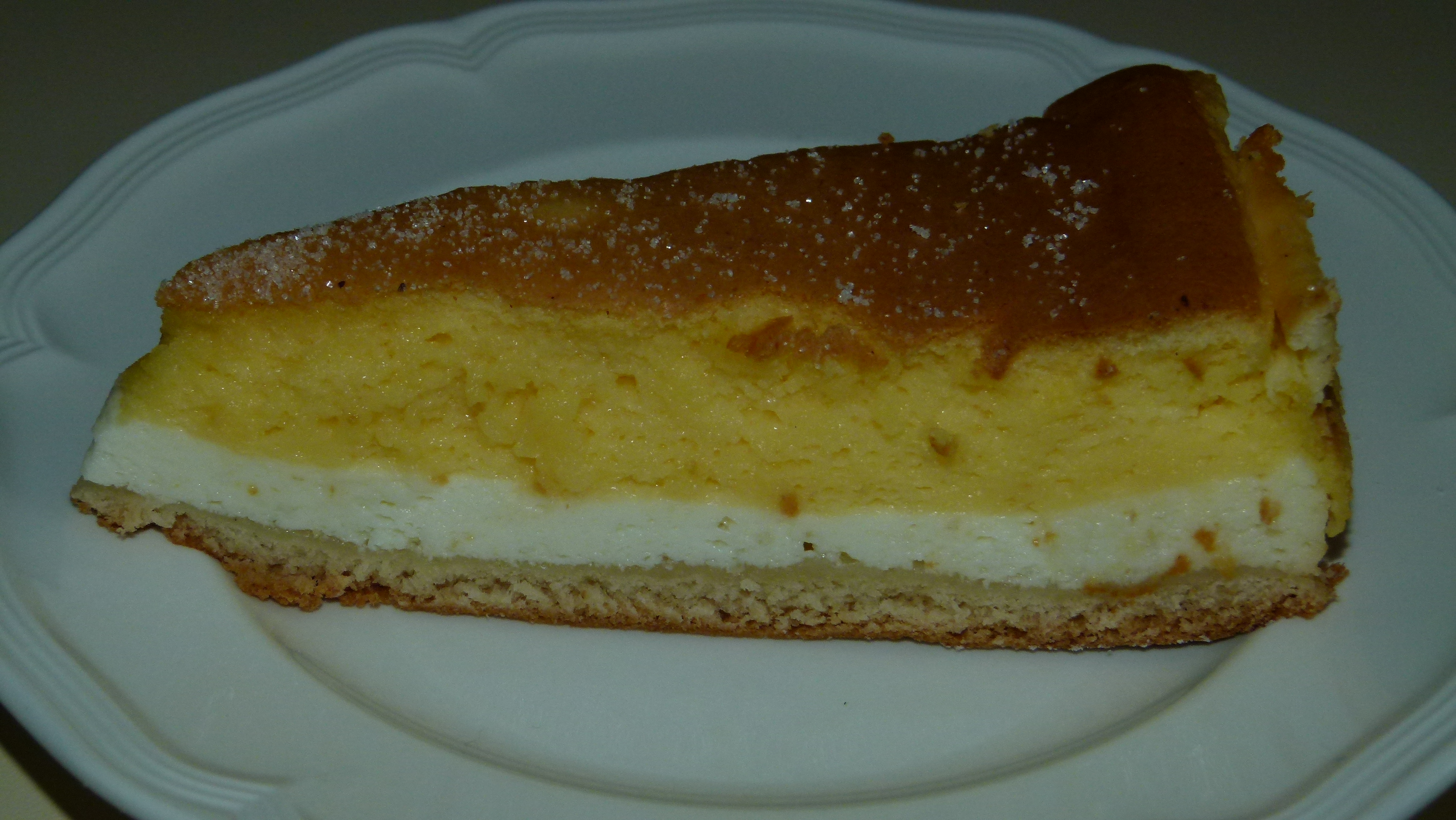
Dresdner Eierschecke v dortové formě
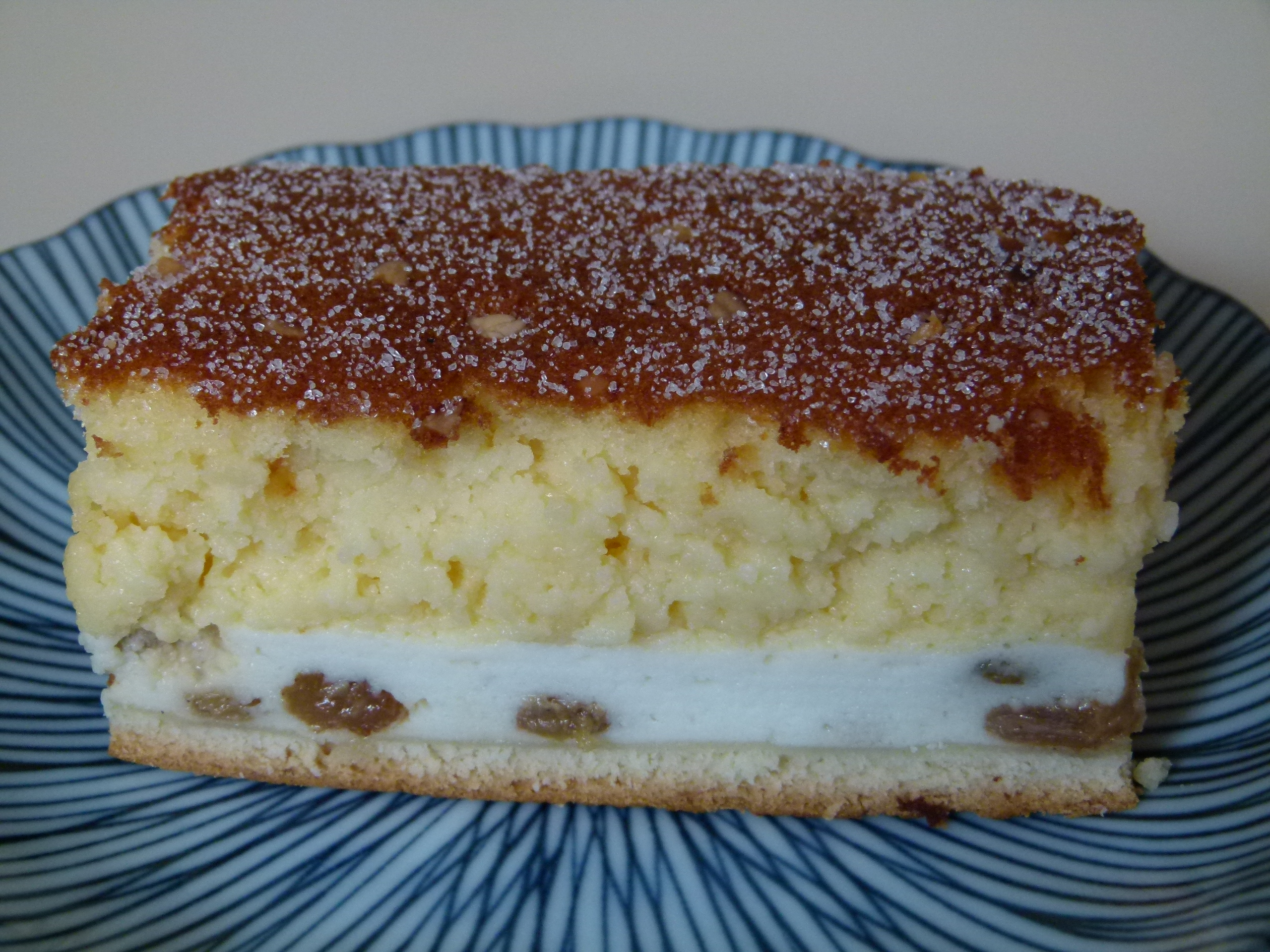
Dresdner Eierschecke s rozinkami
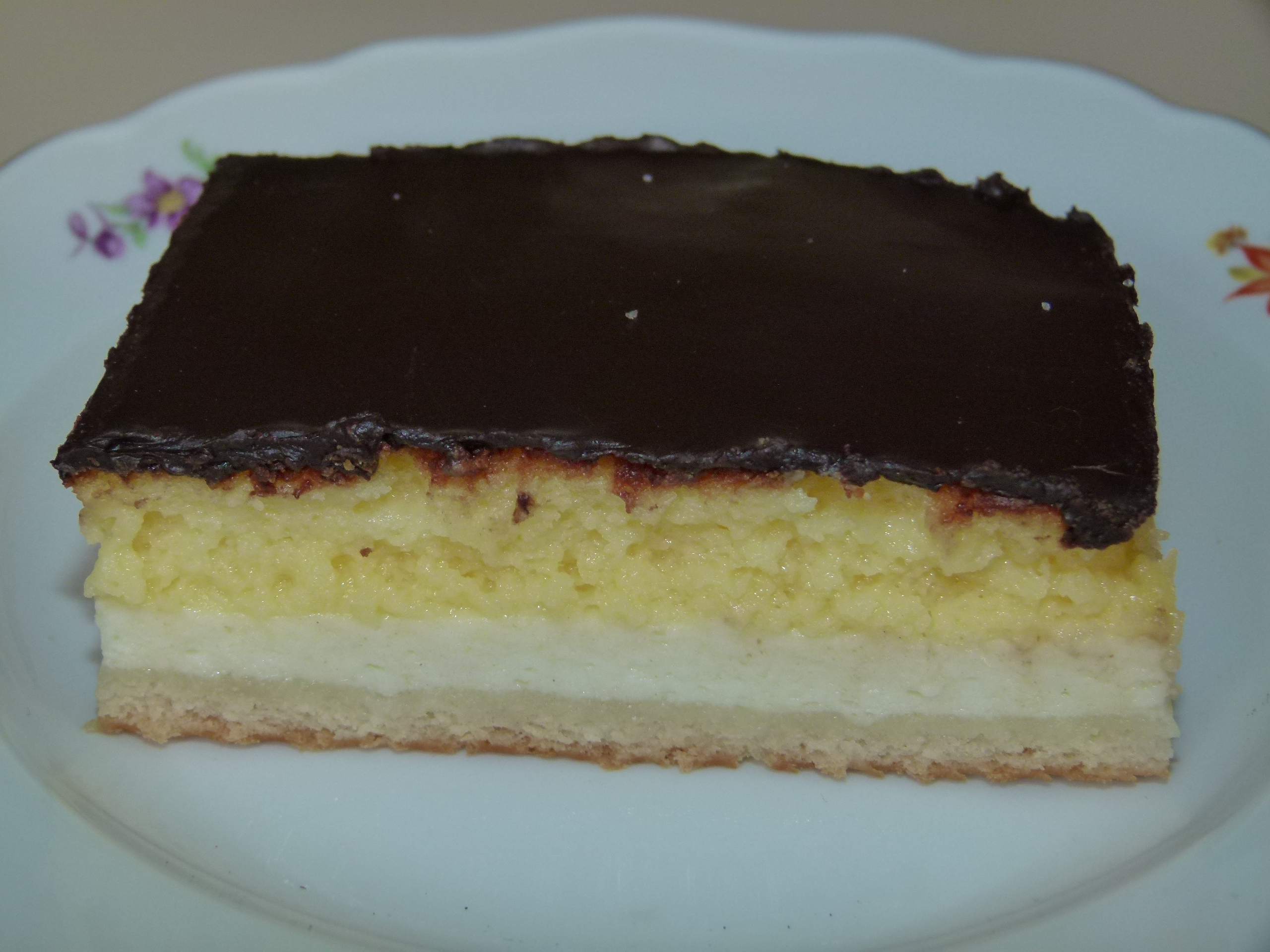
Dresdner Eierschecke s čokoládovou polevou
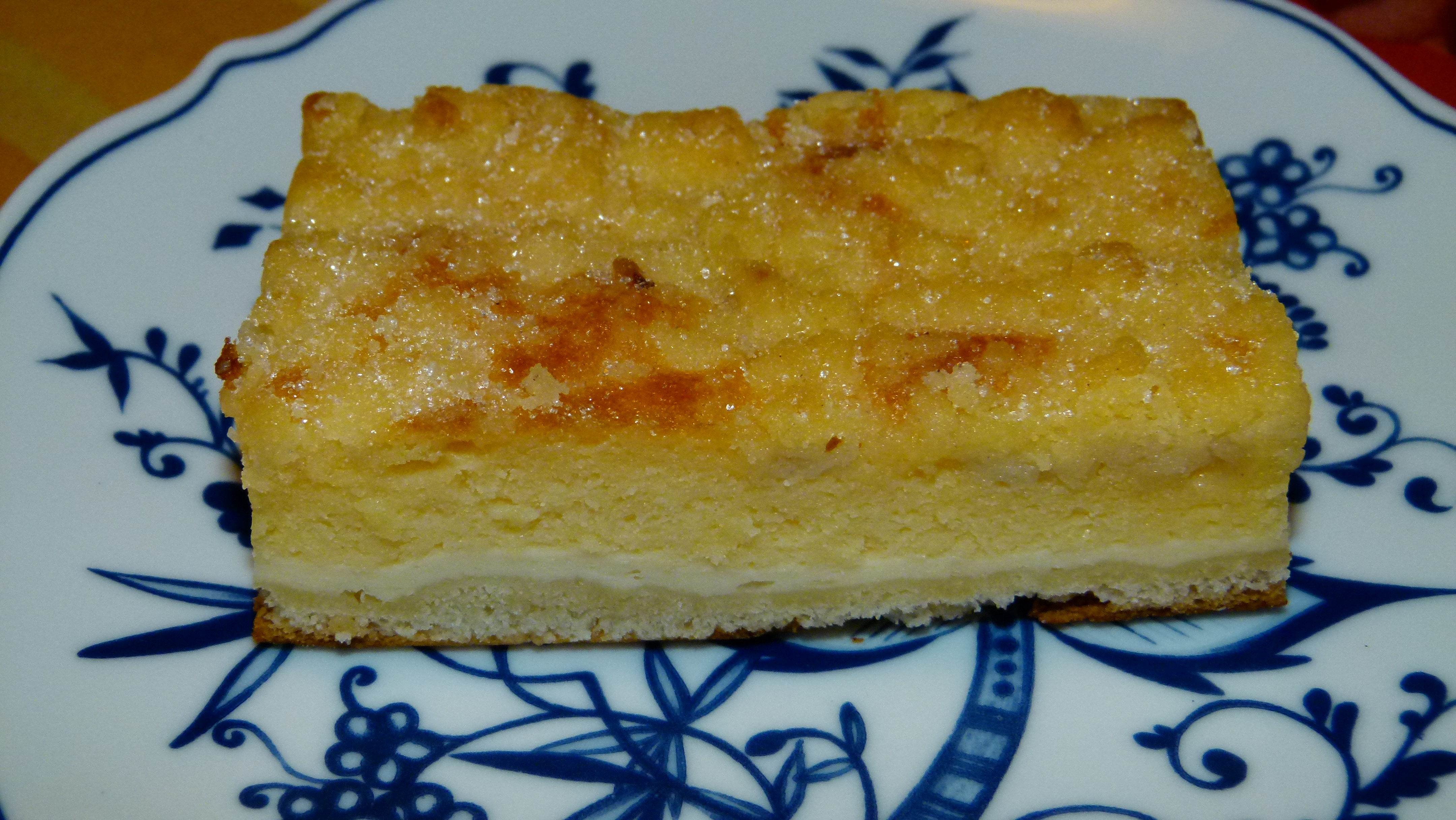
Dresdner Eierschecke s drobenkou
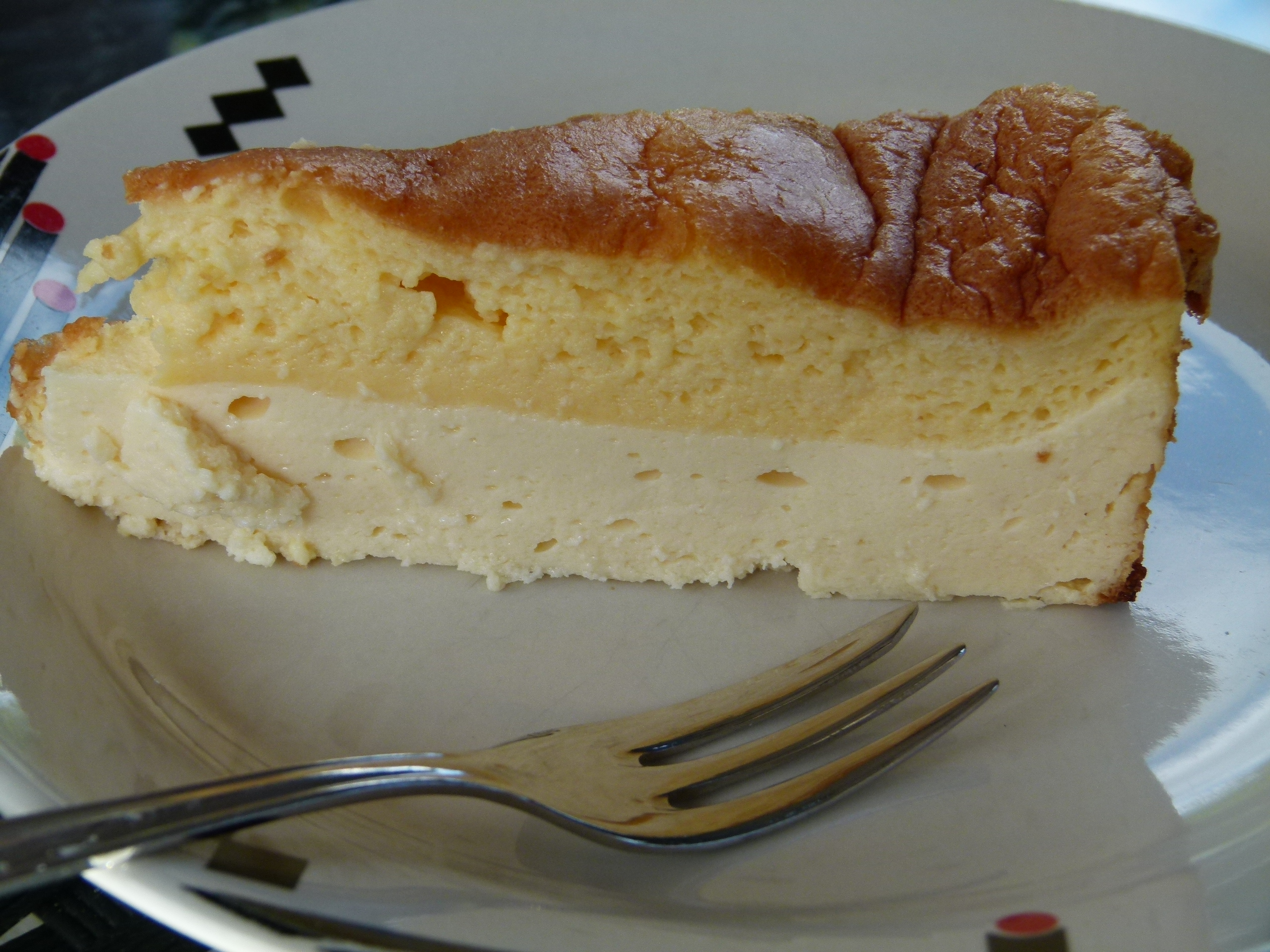
Eierschecke bez základní vrstvy

Z Drážďan pocházející spisovatel Erich Kästner jednou řekl: „Eierschecke je druh koláče, který je ke škodě lidstva na zbytku zeměkoule neznámý.“ Spisovatel Martin Walser zase jednou zavzpomínal ve svém románu Die Verteidigung der Kindheit takto: „Eierschecke mimo Sasko je pouhou náhražkou a v Sasku nechutná nikde tak dobře jako v Toscaně.“ (míněno je Café Toscana v Drážďanech)